# 芍药单囊壳
芍药单囊壳（学名：Sphaerotheca paeoniae）是属于白粉菌目白粉菌科单囊壳属的一种真菌，寄生在芍药属植物上。该种分布于中国。